# Linia kolejowa Exeter – Plymouth
Linia kolejowa Exeter – Plymouth (ang. Exeter–Plymouth Line) – część linii kolejowej z Londynu do Plymouth. Jest jedną z odnóg Great Western Main Line. Przebiega w całości przez hrabstwo Devon. W Plymouth łączy się z główną linią Kornwalii – Cornish Main Line. Na odcinku między Teignmouth a Dawlish biegnie wzdłuż linii brzegowej kanału La Manche. Do stacji Newton Abbot jest tożsama z linią Riviera Line.

## Historia

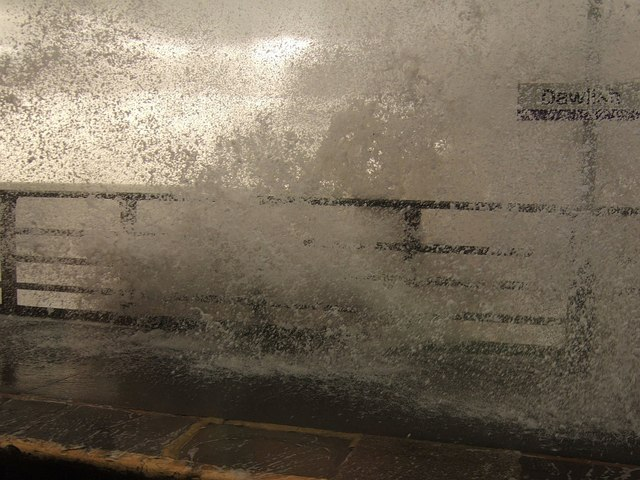
Stacja w Dawlish zalewana falami podczas sztormu

Plany otwarcia linii kolejowej, biegnącej przez Devon do Plymouth istniały już od roku 1840, jeszcze przed otwarciem linii z Taunton do Exeteru. Głównym pomysłodawcą i inżynierem był Isambard Kingdom Brunel, wyznaczony na to stanowisko w r. 1843, a właścicielem była spółka South Devon Railway. Początkowo planowano kolej o napędzie pneumatycznym, jednak po niepowodzeniach Brunel odrzucił te plany; w roku 1849 powrócono do konwencjonalnej trakcji parowej. Linia była otwierana odcinkami; pierwszy odcinek do Teignmouth otwarto 30 maja 1846 r. a linię ostatecznie ukończono 2 kwietnia 1849 r.

## Przebieg

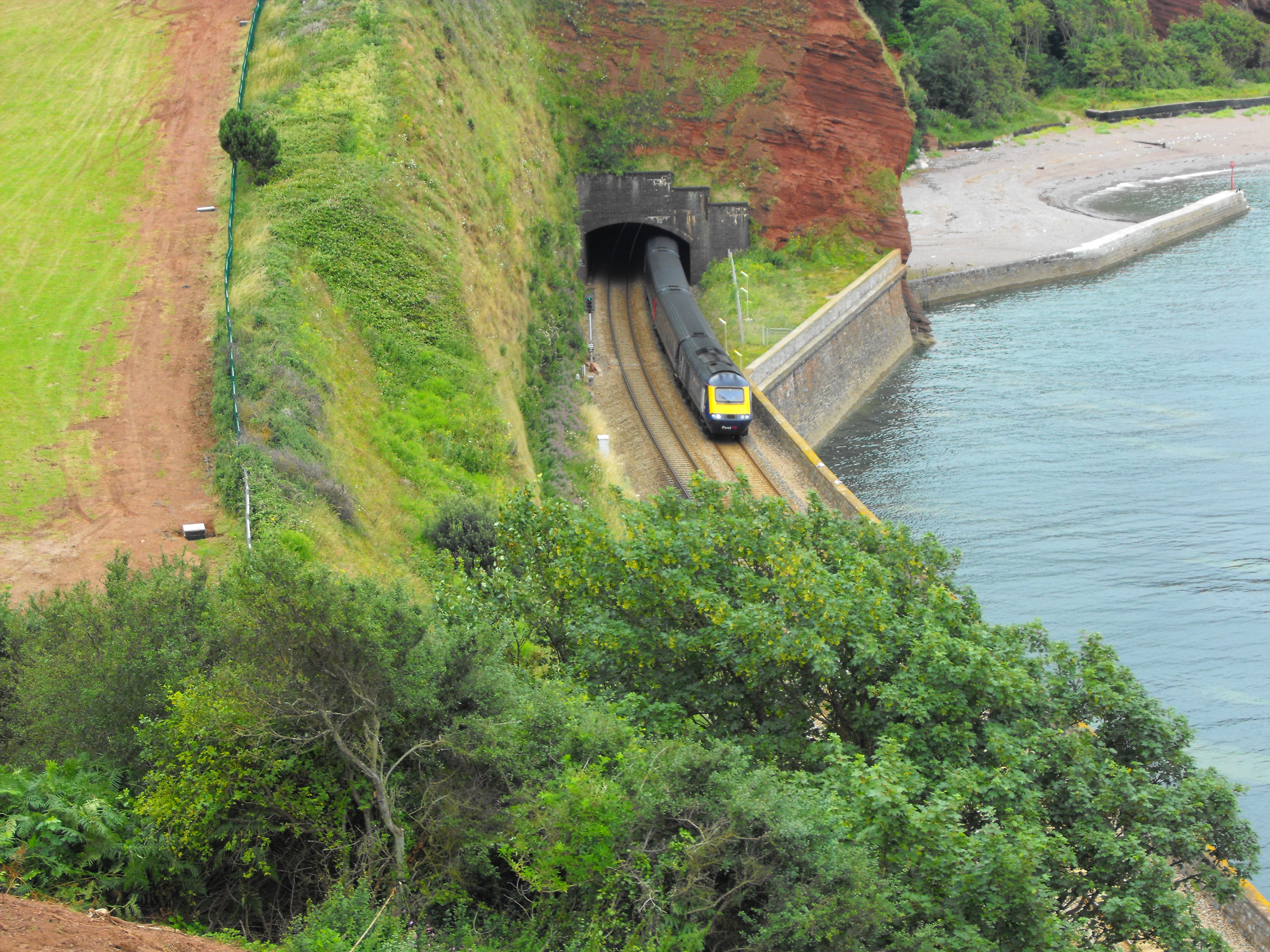
Kolej na trasie między Dawlish a Teignmouth

Linia kolejowa leży w obszarze atrakcyjnym turystycznie, samo jej położenie jest cenione przez turystów i traktowane jako atrakcja krajobrazowa. Po opuszczeniu stacji St Davids linia przebiega równolegle do centrum Exeteru ukazując panoramiczny widok miasta. Początkowo biegnie estuarium rzeki Exe, następnie przejeżdża przez rezerwat Dawlish Warren National Nature Reserve. Za stacją Dawlish Warren, aż do Teignmouth trasa prowadzi równolegle do brzegu morza i szlaku South West Coast Path. Trasa Dawlish – Teignmouth uważana jest za jedną z najbardziej malowniczych w Anglii z uwagi na położenie, jak również jedną z najdroższych w utrzymaniu w Wielkiej Brytanii ze względu na niszczącą działalność morza. Za Newton Abbot trasa prowadzi najpierw estuarium rzeki Teign a następnie południowym skrajem Parku Narodowego Dartmoor.

## Stacje kolejowe na linii
Tłustym drukiem wyróżniono stacje węzłowe.

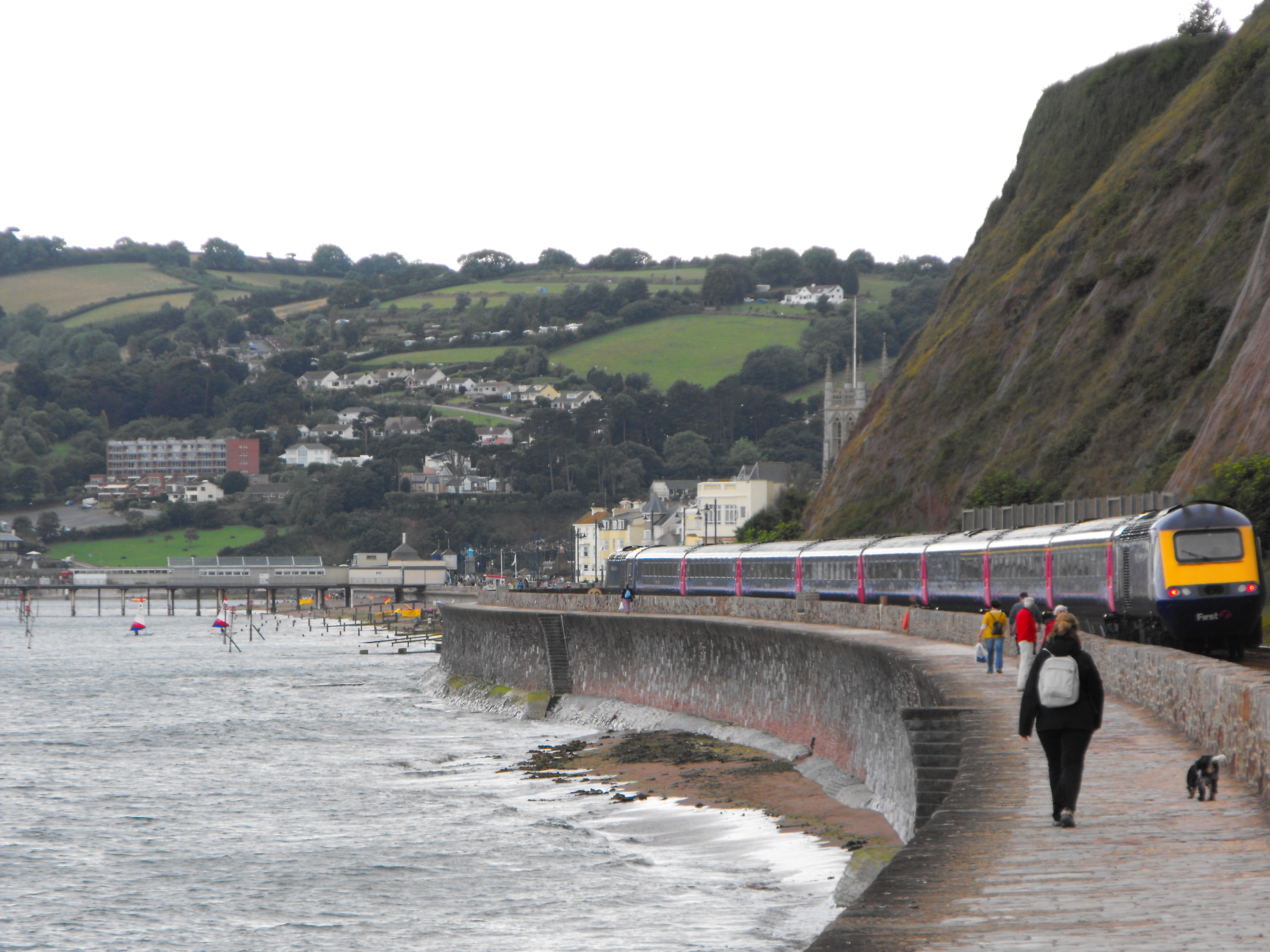
Linia między Dawlish a Teignmouth

- Exeter St Davids - stacja węzłowa, połączenia z Exeter Central, Taunton, Tarka Line
- Exeter St Thomas
- Marsh Barton
- Starcross
- Dawlish Warren
- Dawlish
- Teignmouth
- Newton Abbot – połączenie z Riviera Line
- Totnes
- Ivybridge
- Plymouth – połączenie z Cornish Main Line i Tamar Valley Line

oraz stacje w Plymouth przed mostem Royal Albert Bridge położone jeszcze na terytorium Devonu:
- Devonport
- Dockyard
- Keyham – połączenie z Tamar Valley Line
- St Budeaux Ferry Road

## Przewozy pasażerskie
Porównanie przewozów pasażerskich z kilku lat na linii między stacjami Exeter St Davids a Teignmouth. Dane uzyskano ze sprzedaży biletów na linii.

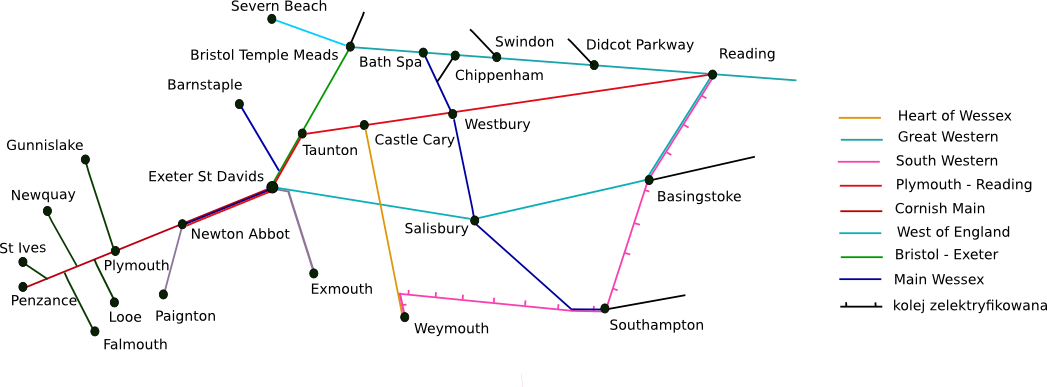
Mapa linii kolejowych w południowej Anglii

|                  | 2002-03 | 2004-05 | 2005-06 | 2006-07 | 2007-08 |
| ---------------- | ------- | ------- | ------- | ------- | ------- |
| Exeter St Thomas | 45,681  | 64,295  | 76,964  | 80,199  | 82,677  |
| Starcross        | 58,384  | 69,175  | 76,771  | 84,968  | 83,701  |
| Dawlish Warren   | 55,275  | 69,763  | 74,045  | 80,275  | 94,252  |
| Dawlish          | 265,036 | 281,659 | 293,164 | 325,911 | 369,382 |
| Teignmouth       | 286,471 | 318,532 | 331,048 | 364,910 | 418,162 |